# 弗林德斯島 (昆士蘭州)
弗林德斯島（Flinders Island），是澳大利亞昆士蘭州大堡礁的島嶼，距布里斯本約1450公里，距約克角半島之東約十餘公里，距登漢姆島（Denham Island）約五公里，今屬澳大利亞弗林德斯群島國家公園。

## 外部連結
- 昆士蘭州國立公園資訊
- 弗林德斯群島資訊